# Copa Africana de Naciones 1963
La Copa Africana de Naciones de 1963 fue la IV edición de la Copa Africana de Naciones, de la Confederación Africana de Fútbol. El torneo fue organizado por Ghana. Por tercera ocasión consecutiva, el equipo organizador, se coronó campeón del continente. El formato del torneo fue diferente: dos grupos de tres equipos cada uno, los ganadores jugaron la final, mientras los segundos lugares, jugaron el partido por el tercer puesto. La final en Acra el 1 de diciembre, dio la victoria a los locales, Ghana, 3-0 sobre Sudán, después de que el primer tiempo terminó 0-0.

## Equipos participantes
Para el proceso de clasificación, véase Clasificación para la Copa Africana de Naciones de 1963
En cursiva los debutantes.
| Equipos participantes | Equipos participantes | Equipos participantes |
| --------------------- | --------------------- | --------------------- |
| Ghana                 | Etiopía               | Túnez                 |
| Nigeria               | República Árabe Unida | Sudán                 |

## Sedes
| Acra                 | Acra Kumasi Localización de las sedes de la Copa Africana de Naciones 1963 | Kumasi                |
| Accra Sports Stadium | Acra Kumasi Localización de las sedes de la Copa Africana de Naciones 1963 | Kumasi Sports Stadium |
| Capacidad: 40,000    | Acra Kumasi Localización de las sedes de la Copa Africana de Naciones 1963 | Capacidad: 40,500     |
|                      | Acra Kumasi Localización de las sedes de la Copa Africana de Naciones 1963 |                       |

## Resultados

### Primera fase

#### Grupo A
| Equipo  | Pts | PJ | PG | PE | PP | GF | GC | Dif |
| ------- | --- | -- | -- | -- | -- | -- | -- | --- |
| Ghana   | 3   | 2  | 1  | 1  | 0  | 3  | 1  | 2   |
| Etiopía | 2   | 2  | 1  | 0  | 1  | 4  | 4  | 0   |
| Túnez   | 1   | 2  | 0  | 1  | 1  | 3  | 5  | -2  |

| 24 de noviembre de 1963 | Ghana   | 1:1 (1:1) | Túnez        | Accra Sports Stadium, Acra |  |
|                         | Mfum 9' |           | D'Jedidi 36' |                            |  |

| 26 de noviembre de 1963 | Etiopía | 0:2 (0:0) | Ghana  | Accra Sports Stadium, Acra |  |
|                         |         |           | Acquah |                            |  |

| 28 de noviembre de 1963 | Túnez              | 2:4 (1:2) | Etiopía                 | Accra Sports Stadium, Acra |  |
|                         | Chetali · D'Jedidi |           | Worku · Tekle · Tesfaye |                            |  |

#### Grupo B
| Equipo  | Pts | PJ | PG | PE | PP | GF | GC | Dif |
| ------- | --- | -- | -- | -- | -- | -- | -- | --- |
| Sudán   | 3   | 2  | 1  | 1  | 0  | 6  | 2  | 4   |
| RAU     | 3   | 2  | 1  | 1  | 0  | 8  | 5  | 3   |
| Nigeria | 0   | 2  | 0  | 0  | 2  | 3  | 10 | -7  |

| 24 de noviembre de 1963 | RAU                                      | 6:3 (4:0) | Nigeria                          | Estadio Baba Yara, Kumasi |  |
|                         | Reda 30' 32' · El-Shazly 42' 44' 81' 87' |           | Ekpe 78' · Bassey 82' · Onya 89' |                           |  |

| 26 de noviembre de 1963 | Sudán          | 2:2 (0:2) | RAU                    | Estadio Baba Yara, Kumasi |  |
|                         | Djaska 60' 75' |           | El-Shazly 5' · Riza 7' |                           |  |

| 28 de noviembre de 1963 | Nigeria | 0:4 (0:1) | Sudán                     | Estadio Baba Yara, Kumasi |  |
|                         |         |           | Jaxa · El-Kuwarti · Wazza |                           |  |

## Fase final

### Tercer lugar
| 30 de noviembre de 1963 | RAU                          | 3:0 (2:0) | Etiopía | Accra Sports Stadium, Acra |  |
|                         | El-Shazly 6' 9' · Ismail 56' |           |         |                            |  |

### Final
| 1 de diciembre de 1963 | Ghana                           | 3:0 (0:0) | Sudán | Accra Sports Stadium, Acra      |                                 |
|                        | Fin 62' (pen.) · Acquah 72' 82' |           |       | Árbitro(s): Hédi Ben Abdelkader | Árbitro(s): Hédi Ben Abdelkader |

|                           |
| Bandera de Ghana          |
| Campeón Ghana 1.er título |

## Clasificación general
| Equipo | Equipo  | Pts | PJ | PG | PE | PP | GF | GC | Dif | Rend  |
| ------ | ------- | --- | -- | -- | -- | -- | -- | -- | --- | ----- |
| 1      | Ghana   | 5   | 3  | 2  | 1  | 0  | 6  | 1  | 5   | 83,3% |
| 2      | Sudán   | 3   | 3  | 1  | 1  | 1  | 6  | 5  | 1   | 50%   |
| 3      | RAU     | 5   | 3  | 2  | 1  | 0  | 11 | 5  | 6   | 83,3% |
| 4      | Etiopía | 2   | 3  | 1  | 0  | 2  | 4  | 7  | -3  | 33,3% |
| 5      | Túnez   | 1   | 2  | 0  | 1  | 1  | 3  | 5  | -2  | 25%   |
| 6      | Nigeria | 0   | 2  | 0  | 0  | 2  | 3  | 10 | -7  | 0%    |

## Goleadores
6 goles
- Hassan El-Shazly

4 goles
- Edward Acquah
- Jaksa
- Reda

2 goles
- Mengistu Worku
- Mohamed Salah Jedidi

1 gol
- Edward Aggrey-Fynn
- Wilberforce Mfum
- Ibrahim Yahia El-Kawarty
- Abdelaziz Ibrahim Adam
- Ezz El-Din Yaqoub
- Girma Tekle
- Girma Tesfaye
- Abdelmajid Chetali
- Joseph Bassey
- Asuquo Ekpe
- Albert Onyeawuna